# Pentecostalismo

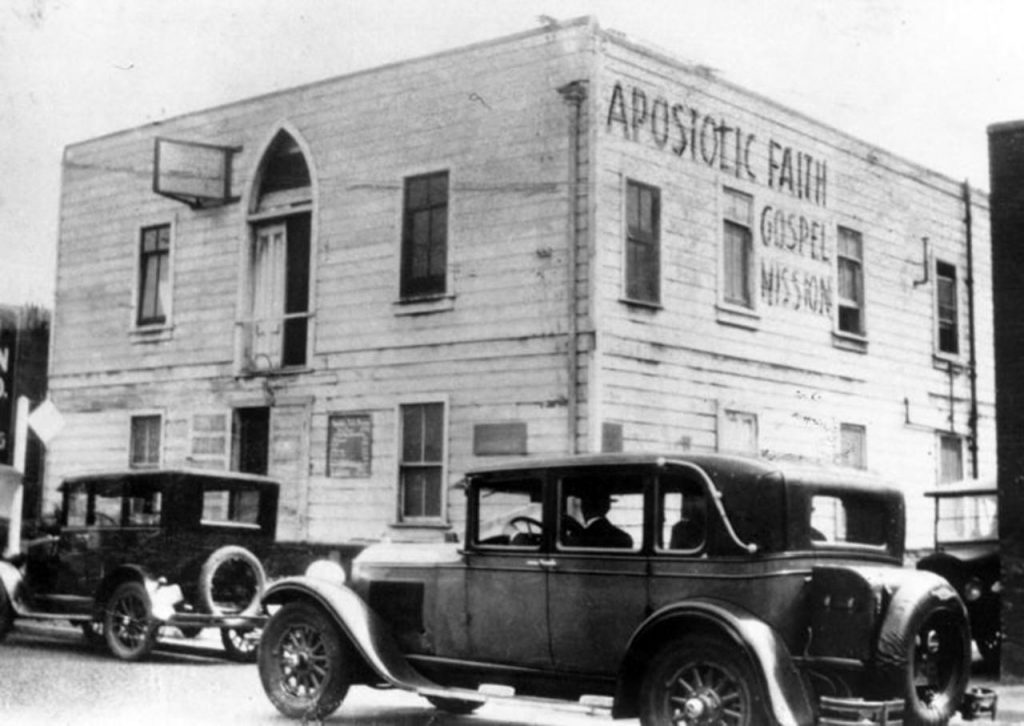
La Apostolic Faith Mission di Azusa Street a Los Angeles, considerata uno dei luoghi storici di nascita del pentecostalismo.

Il pentecostalismo o movimento pentecostale è un insieme di denominazioni e Chiese evangeliche del cristianesimo protestante, sviluppatosi nella seconda metà del XIX secolo; viene spesso indicato dagli studiosi di scienze delle religioni come una corrente interna al terzo protestantesimo, sebbene altri sostengano che il pentecostalismo, insieme al movimento carismatico, costituisca un quarto protestantesimo, con caratteristiche proprie e distintive dal terzo.
Le origini del movimento pentecostale sono dibattute: secondo gli studiosi, le quattro matrici che hanno portato alla sua nascita, e da cui ne derivano credenze e pratiche, sono il metodismo, il battismo, il Movimento di Santità (Holiness Movement) e la religiosità afroamericana. Il termine pentecostale fu usato per la prima volta nel 1910 da David Wesley Myland (1858-1943) per descrivere i movimenti che ponevano speciale enfasi sull'effusione dello Spirito Santo nel giorno di Pentecoste, come descritto negli Atti degli Apostoli (cap. 2).

## Dottrina

### Teologia e pratiche
I pentecostali, come tutti i protestanti, riconoscono come fonte primaria della fede soltanto la Bibbia: Antico Testamento (esclusi i libri che i cattolici chiamano deuterocanonici e i protestanti apocrifi) e Nuovo Testamento, e considerano validi due soli sacramenti, quelli che i pentecostali ritengono fossero stati praticati da Gesù stesso, ovvero il battesimo (solo per chi ha accettato Cristo nella sua vita e in immersione) e l'eucaristia - chiamata spesso Santa Cena - amministrata a tutti in poche chiese e nella maggior parte di esse ai battezzati.
I principi della dottrina pentecostale sono, di massima, i fondamenti del cristianesimo, come la credenza nella Trinità (per la stragrande maggioranza delle Chiese, eccetto quelle "oneness") e la doppia natura di Gesù vero Dio e vero uomo, e quelli particolari del cristianesimo evangelico quali, Gesù unico Mediatore, la salvezza per grazia mediante la fede, a cui si aggiunge la peculiarità di alcuni aspetti:
- battesimo nello Spirito Santo:[8] esperienza fisica di rinnovamento spirituale successiva alla conversione, che consiste nello sviluppare un rapporto così profondo con Dio, tale da permettere allo Spirito Santo di potersi manifestare ad esempio con la glossolalia,[8] ovvero il parlare in lingue sconosciute agli esseri umani.
- doni e i frutti dello Spirito Santo: particolari capacità soprannaturali, descritte nella prima lettera ai Corinzi (12,1-14[9]), che lo Spirito Santo conferisce al credente, ovvero i "carismi" di cui parla l'apostolo Paolo nelle sue lettere, e che sono: i miracoli,[10] le guarigioni[10] e la già citata glossolalia[11] (durante i primi anni di formazione del pentecostalismo quest'ultima veniva spesso confusa con la xenoglossia, cioè il parlare in lingue umane esistenti ma sconosciute all'orante)[12];
- secondo avvento di Cristo:[13] il ritorno di Gesù che, in un tempo intermedio alla fine dei tempi[13] "rapirà", portando in cielo con sé i credenti in Lui che in quel momento saranno in vita sulla terra (cfr. Rapimento della Chiesa) e tutti i credenti in Lui che saranno già morti, contemporaneamente resuscitati. Il ritorno visibile di Gesù avverrà successivamente "e ogni occhio lo vedrà". Sulla dottrina del rapimento non c'è tuttavia concordanza piena tra le chiese.
- anti-denominazionalismo:[14] il rifiuto di qualunque istituzionalizzazione in chiese e denominazioni, che si esprime nella gestione autonoma di ogni singola comunità di fedeli, le quali formano strutture come le 'reti o le "parachiese" per rimanere in contatto fra loro.[14]

## Storia
Le origini del movimento pentecostale vengono comunemente fatte risalire a cinque revival, il cui comune denominatore era l'interesse per la glossolalia, inizialmente circoscritti ad aree geografiche determinate: Bradford, UK (S Wigglesworth) 1875; Chicago (J. A. Dowie- J. G. Lake) 1891-1907; gli episodi di Topeka, nel Kansas, nel 1901; di Azusa Street, a Los Angeles, nel 1906; e del Galles tra il 1904 e il 1908.
Precedentemente però all'interno del movimento protestante sono comparse manifestazioni comuni ai pentecostali attuali:
- Fra il Settecento e l'Ottocento un rinnovato interesse per le guarigioni e i miracoli si manifestò nei grandi movimenti di risveglio, in ambiente presbiteriano con Charles Finney (1792-1875) e perfino fra gli episcopali di tradizione anglicana.
- Movimento di Santità (holiness), John Wesley[18] e J. Fletcher.
- La glossolalia si era affacciata occasionalmente in revival di predicatori come Dwight L. Moody (1837-1899) e aveva avuto un ruolo in determinate fasi storiche (non proseguite fino al XX secolo) di movimenti profetici o restaurazionisti di origine cristiana.
- Edward Irving, pastore della chiesa presbiteriana di Regent Square a Londra nel 1831 in cui ci furono manifestazioni di lingue e di profezia.
- Movimento di Keswick (UK) 1875, che poneva enfasi sul rivestimento di potenza spirituale.
- Particolarmente interessati alle guarigioni erano il canadese A. B. Simpson (1843-1919), fondatore dell'Alleanza cristiana missionaria e John Alexander Dowie (1847-1907), un predicatore di origine scozzese che fonda nel 1896 una denominazione, la Christian Catholic Church incentrata sulla guarigione.

### Smith Wigglesworth
Smith Wigglesworth (1859–1947) estremamente povero e senza alcuna istruzione, all'età di otto anni si convertì in una riunione di metodisti che frequentava con la nonna. Dopo aver iniziato a lavorare come idraulico, il 5 settembre 1872 divenne pastore metodista.
Wigglesworth era un uomo imprevedibile, pregava, evangelizzava e predicava secondo un suo stile non-convenzionale. Sperimentò il battesimo nello Spirito Santo in una chiesa anglicana.
Il ministero di Smith Wigglesworth lo portò in Francia, Svizzera, Svezia, India, Nuova Zelanda, Stati Uniti, e Africa.

### John Graham Lake
John G. Lake (1870-1935). Canadese, nel 1886 si spostò con la sua famiglia (genitori con 16 figli) nel Michigan. Insieme a molti suoi fratelli sviluppò una strana malattia digestiva. Questa malattia uccise 8 di loro.
Questa eccessiva esposizione alla malattia e al dolore fece nascere in lui la ricerca di Dio. All'età di sedici anni si unì alla Chiesa Metodista.
Lake studiò per il ministero nella chiesa metodista e nell'ottobre 1891 fu ordinato pastore della chiesa di Peshtigo, Wisconsin. Ma piuttosto che fare il pastore lì, egli scelse di darsi agli affari e fondò un giornale, The Harvey Citizen, costituì un'agenzia immobiliare, aiutò la costituzione del giornale The Soo Times e acquistò un posto alla Camera di Commercio di Chicago.
Nel 1901 Lake con moglie e figli si spostarono a Indianapolis e poi per una permanenza missionaria di cinque anni in Sudafrica. Lì fondò la Chiesa apostolica di Sion (Movimento pentecostale per l'Africa da non confondere con l'altro Movimento pentecostale originario del Galles, appunto Chiesa apostolica) e fu eletto presidente, con 125 congregazioni di bianchi e 500 di indigeni.
Ritornò negli Stati Uniti nel 1912 dopo la morte della prima moglie e risposatosi, si trasferì a Spokane, Washington. Lì acquistò alcune stanze in una costruzione di un vecchio ufficio. Lake trasformò questi uffici nell'Istituto di guarigione divina (Divine Healing Institute).
Le Healing Rooms (stanze di guarigione) di John G. Lake ebbero inizio nel 1914, quando Lake cominciò a insegnare sul soggetto della Guarigione Divina in una chiesa locale e iniziò a pregare per gli ammalati su una base giornaliera. Lake lasciò Spokane nel maggio del 1920 per andare a Portland, Oregon, e incominciare lì un'opera identica. La chiesa di Portland tra il 1920 e il 1925 crebbe fino a 25.000 membri prima che egli lasciasse quella zona. Morto Lake, le Healing Rooms non riaprirono più.

### Charles F. Parham

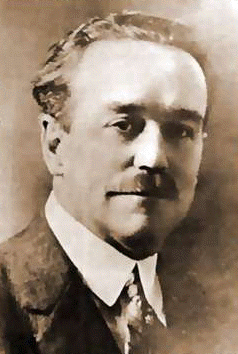
Charles F. Parham

Charles F. Parham (1873-1929), originario dell'Iowa, era un pastore metodista di Eudora, nel Kansas, fino al 1895.
L'interesse principale di Parham si pose sulle guarigioni miracolose. Aprì una scuola biblica a Topeka, la Bethel Bible School dove insegnò il battesimo nello Spirito Santo come terza esperienza dopo la giustificazione e la santificazione.
Una studentessa della Bethel Bible School di Topeka, Agnes Ozman (1870-1937), fu la prima a ricevere il “dono delle lingue” come prova del “battesimo nello Spirito Santo” nella serata del 1º gennaio o nella mattinata del 2 gennaio del 1901. Con un equivoco, caratteristico dei primi anni del pentecostalismo, la glossolalia di Agnes Ozman fu scambiata per xenoglossia, quando in seguito altri allievi di Parham, che interpretavano il loro dono delle lingue come xenoglossia, cercarono di svolgere un'attività missionaria tra le popolazioni asiatiche ed europee utilizzando le “lingue” che avevano miracolosamente ricevuto. L'equivoco ora è chiarito, e nella sua grande maggioranza la corrente pentecostale riconosce le proprie esperienze come glossolalia e non come xenoglossia.
Alla fine del suo ministero pastorale Parham assunse delle posizioni controverse a causa di immoralità e di razzismo da lui manifestati in special modo verso il battista William J. Seymour, uno dei principali ministri di culto di Azusa Street.

### Azusa Street
Nel 1905 Parham durante le sue attività in Texas nel 1906 permise ad alcuni afro-americani di assistere alle sue lezioni bibliche a Houston. Uno di questi, il battista William J. Seymour (1870-1922), invitato da alcuni credenti a predicare a Los Angeles, accettò benché non avesse ancora ricevuto il “battesimo nello Spirito Santo” e il parere contrario di Parham.
A Los Angeles, Seymour con alcuni credenti rimise in ordine una chiesa abbandonata al numero 312 di Azusa Street. Questo edificio – che oggi non esiste più – è considerato da molti come la “chiesa madre” del pentecostalismo. La reazione della stampa tese a mettere in ridicolo la glossolalia. Migliaia di persone da tutti gli Stati Uniti e il Canada (alcuni perfino dall'Europa) andarono ad Azusa Street per vedere di persona che cosa succedeva. Negli anni dal 1906 al 1909 frequentarono Azusa Street ministri di culto di varie denominazioni.
Nel 1910 esistevano già negli Stati Uniti e in Canada diverse decine di migliaia di pentecostali, che non riconoscevano come leader né Parham, né Seymour.

### Galles
Tra il 1904 e il 1905 in Galles vi fu un rinnovamento spirituale con la conversione di migliaia di persone; in tutti gli aspetti della vita, religioso, familiare o sociale.
Tutto iniziò ad Ammanford con manifestazioni di glossolalia.
I maggiori esponenti furono Evan Roberts di Ammanford e Daniel Williams e suo fratello Jones di Penygroes
In venti anni circa si formarono 90 comunità, solo nel Galles.
La Chiesa apostolica in Italia ha origine dalla Chiesa apostolica, un movimento nato nel Galles in seguito ad un risveglio religioso sviluppatosi tra il 1904 e il 1905.
Le Chiese Elim in Italia (Elim Pentecostal Churches) sono un movimento di chiese evangeliche di fede pentecostale fondato nel 1915 dagli evangelisti gallesi George e Stephen Jeffreys. Derivano il loro nome da un luogo citato nella Bibbia: «Poi giunsero a Elim, dov'erano dodici sorgenti d'acqua e settanta palme; e si accamparono lì presso le acque. » (Esodo 15:27).

### Successivi Risvegli
Fra i revival successivi sono da citare quelli di William M. Branham, un pastore influente all'interno delle chiese pentecostali anche se ha rifiutato di appartenere a queste organizzazioni. A volte è considerato il fondatore del movimento La Stagione dell'ultima pioggia.
I suoi sostenitori lo vedono come l'avvento di un profeta importante e l'Elia annunciato dal profeta Malachia nel Vecchio Testamento (Malachia 4:5). William M. Branham è stato uno degli iniziatori del movimento di guarigione per fede lanciato nel 1947. Ha influenzato alcuni sottogruppi di movimento pentecostale e carismatico, come il movimento della La Stagione dell'ultima pioggia. Le sue vocazioni ministeriali hanno scatenato l'esempio per la diffusione di successive ondate e generazioni di predicatori, tra i quali il famoso evangelista Benny Hinn, Joel Osteen della Lakewood Church, T. B. Joshua, Reinhard Bonnke e soprattutto David Yonggi Cho della Chiesa evangelica di Yoido., a Seul, in Corea del Sud, dove sorge quella che oggi è la più grande chiesa in assoluto del mondo che ha più di un milione di membri fedeli, seguita dalla Manmin Central Church che è una chiesa evangelica internazionale fondata a Seoul nel 1982. Ed, infine, il Risveglio di Hinghwa (Cina), Toronto (Canada), e Pensacola (USA).

## Chiese pentecostali in Italia
Le chiese pentecostali italiane si collegano a quello che è definito risveglio pentecostale del 1900, e, precisamente, al risveglio di Los Angeles nel 1906, dal quale il messaggio pentecostale si sparse rapidamente in tutti gli Stati Uniti e raggiunse a Chicago un gruppo di evangelici italiani, nel 1907. Ben presto si organizzò una comunità italiana da cui partì verso la fine del 1908 un fedele, Giacomo Lombardi, senza alcuna istruzione o preparazione teologica. Egli fondò alcune piccole comunità: Roma (1908), Genova (1910) e Gissi (1910), un piccolo centro in provincia di Chieti, in Abruzzo. Negli anni seguenti, come conseguenza della testimonianza di altri immigrati tornati in Italia, si costituirono altre chiese e gruppi. Fino a quel momento il movimento pentecostale aveva una organizzazione tipicamente congregazionalista, in cui ogni comunità era completamente autonoma.
Prima degli anni venti altri missionari pentecostali italiani da Chicago, come Luigi Francescon, Lucia Menna, Umberto Garazzi, Luigi Terragnoli, Narciso Natucci fondarono piccoli nuclei, poi divenuti chiese, in Italia; raggiunsero anche altri luoghi in Nord America e in Sud America, come la Congregazione cristiana nel Brasile e le Assemblee cristiane nell'Argentina.
In Italia, i pentecostali sono diffusi principalmente nelle aree meridionali e centrali del paese (specialmente in Sicilia e in Campania). Ciò è dovuto principalmente al fatto che all'epoca della sua diffusione, e cioè tra la fine dell'Ottocento e l'inizio del Novecento, il maggiore afflusso di immigrati italiani negli Stati Uniti (patria dei pentecostali) provenisse proprio dal Mezzogiorno. Ritornando in patria, gli emigranti diffusero questa nuova esperienza religiosa. Nelle aree centro-settentrionali del paese il numero di pentecostali è in netto aumento grazie alla fondazione di numerose chiese da parte degli immigrati soprattutto l'African Initiated Church.

### Persecuzione durante il fascismo
Con l'intesa stabilita dai Patti Lateranensi (1929) tra l'Italia fascista e il Vaticano, iniziò una lenta ma costante restrizione delle libertà di culto di tutte le chiese protestanti e delle religioni non cristiane in Italia. Un'apposita disposizione riguardava i pentecostali questa, risalente al 9 aprile 1935 e a firma del sottosegretario all'interno Guido Buffarini Guidi, controfirmata dal capo della polizia Arturo Bocchini, vietava l'esercizio del culto pentecostale in tutte le sue espressioni, in tutto il Regno in quanto «esso si estrinseca e concreta in pratiche religiose contrarie all'ordine sociale e nocive all'integrità fisica e psichica della razza». Ciò si aggravò in conseguenza dell'avvicinamento tra l'Italia fascista e la Germania nazista, nonché nel periodo di guerra; il movimento pentecostale, come anche i Testimoni di Geova o altri movimenti religiosi di origine americana, venivano visti con sospetto dalle Autorità perché considerati strumenti politici degli Stati Uniti e dei Governi anglosassoni.
In conseguenza a questa circolare avvennero molti arresti e invii al confino sia di semplici credenti sia di pastori pentecostali. Uno fra i più importanti, Roberto Bracco, fu arrestato diciassette volte. Antonio Brunetti morì nel Campo di concentramento di Mauthausen; Fidardo De Simoni fu uno degli ostaggi fucilati dai tedeschi alle Fosse Ardeatine.
Nel 1953, a dieci anni dalla caduta del fascismo e quasi a cinque dall'entrata in vigore della Costituzione della Repubblica Italiana, il ministro dell'Interno Mario Scelba affermò in risposta ad un'interrogazione parlamentare che «l'esercizio del cosiddetto culto pentecostale non è ammesso in Italia». Tale disposizione fu dichiarata «non più in vigore» il 16 aprile 1955.
Terminato il periodo clandestino, ci si rese conto che le comunità non erano diminuite né disperse. Le statistiche dicono che dalle 172 del 1930, le chiese erano 201 nel 1940. Fino a quel momento le chiese pentecostali erano assolutamente indipendenti e non esisteva alcuna forma di organizzazione o denominazione.

### Altri pentecostalismi ed ecumenismo
La Chiesa evangelica della riconciliazione nasce tra il 1977 e il 1979 ad opera di alcuni leader di varia estrazione evangelica tra i quali emerge Giovanni Traettino, già pastore evangelico battista; in seguito alla sua esperienza pentecostale diviene pastore della Comunità cristiana di Caserta. Il nuovo movimento si avvale del contributo del pastore svizzero Ernest Daniel Bretscher, del teologo britannico Geoffrey Allen ed altri per la nascita della Comunità cristiana di Caserta vero laboratorio del movimento, sede di una casa editrice e della redazione della rivista "Tempi di Restaurazione" . Nel corso di una serie di conferenze, denominate "Spirito e Vita", vengono definite teologia e spiritualità della Chiesa della Riconciliazione. Dai primi anni '90 il movimento si apre al dialogo con il cattolico "Rinnovamento nello Spirito Santo" (in particolare la "Comunità di Gesù" di cui è fondatore Matteo Calisi). 
Il momento culmine del dialogo con la Chiesa Cattolica avviene con la storica visita di Papa Francesco alla comunità di Caserta il 28 luglio 2014.
Secondo la World Christian Enciclopedia, nel 1980 esistevano 52 milioni di pentecostali in più 100 Paesi di tutti il mondo, ai quali si aggiungevano altri 11 milioni di fedeli del movimento carismatico pentecostale.

## Chiese pentecostali nel mondo

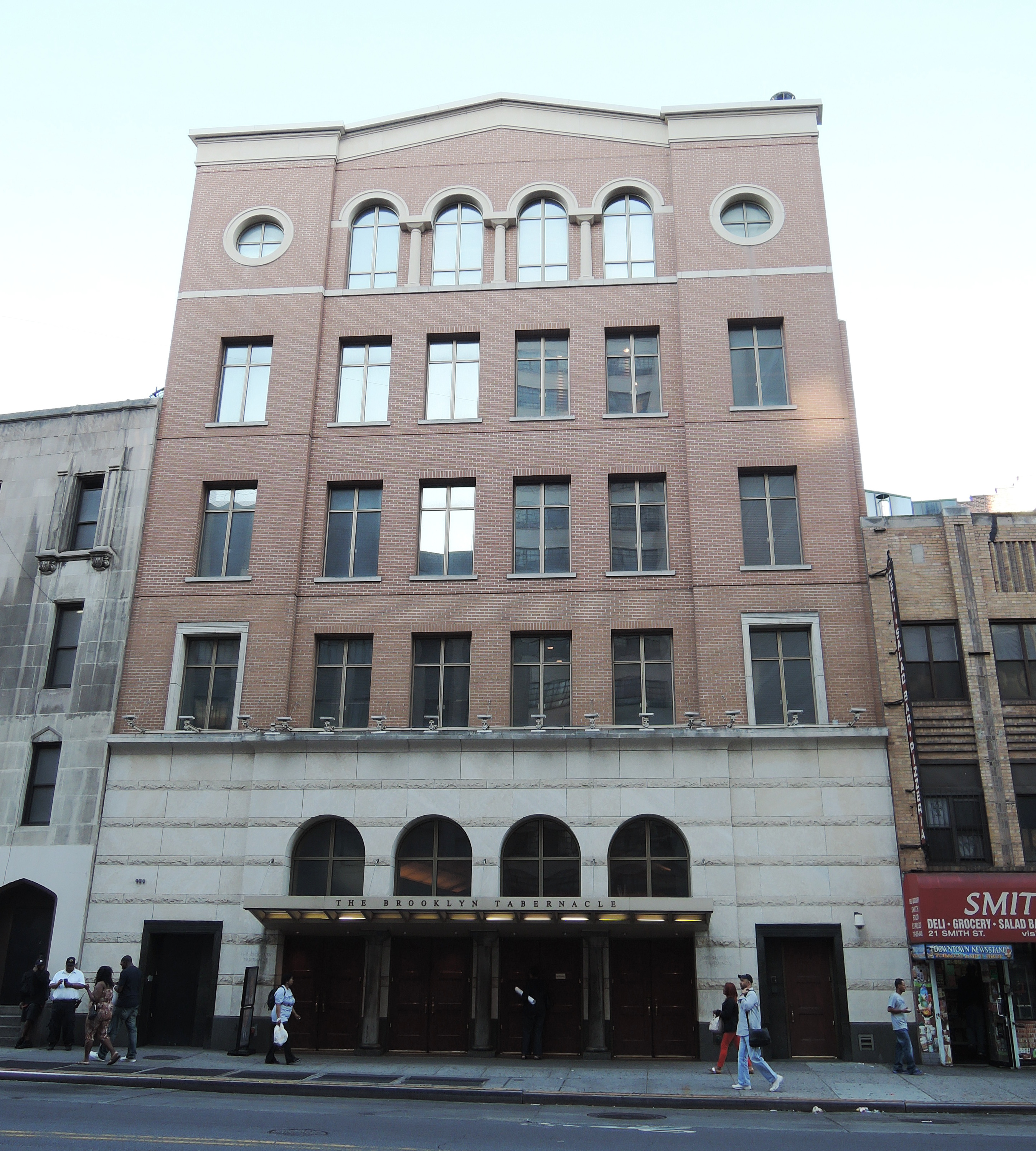
Il Brooklyn Tabernacle, una chiesa pentecostale di New York.

Il mondo pentecostale e carismatico è molto variegato ed è in crescita nel mondo; nel 1994 si contavano 446 milioni di fedeli con un numero imprecisato di chiese. Da citare per grandezza e importanza le Assemblee di Dio americane e le loro affiliazioni nel mondo. Tra le "megachiese", caratteristiche dell'area pentecostal-carismatica, è la Lakewood Church, situata a Houston, in Texas. Ha sede presso il Lakewood Church Central Campus i cui 16.800 posti sono utilizzati per 4 funzioni alla settimana in inglese e due in spagnolo. È la più grande chiesa degli Stati Uniti, con più di 45.000 fedeli. Il pastore della comunità è il reverendo Joel Osteen. 
Tra i vari revival è da citare quello che fa capo a William M. Branham.
Il pentecostalismo sta crescendo notevolmente soprattutto in Brasile e anche in Corea del Sud dove a Seul sorge quella che oggi è la più grande chiesa pentecostale in assoluto nel mondo che conta più di 1.000.000 di fedeli, la Yoido Full Gospel Church di David Yonggi Cho, seguita dalla Manmin Central Church che è una chiesa evangelica internazionale fondata a Seul nel 1982.) ed in modo particolare la Chiesa universale del regno di Dio (Igreja Universal do Reino de Deus in portoghese, Iglesia Universal del Reino de Dios in spagnolo, la Comunità Cristiana dello Spirito Santo così com'è denominata in Italia, http://iurditalia.org/ Archiviato il 4 dicembre 2013 in Internet Archive.) che è una Chiesa evangelica pentecostale, nata in Brasile (Rio de Janeiro) il 27 luglio 1977, il cui fondatore è Edir Macedo o la Comunità evangelica Sana la nostra Terra nata a Brasilia. La grande diffusione del pentecostalismo brasiliano va annoverata anche con altre importantissime denominazioni pentecostali quali la Congregação Cristã no Brasil che fu fondata dal missionario italiano Louis Francescon (1866-1964) a San Paolo nel 1910 e le Assemblee di Dio brasiliana (fondate nel 1911 a Pará dagli svedesi-americani Daniel Berg e Gunnar Vingren).
La Vera Chiesa di Gesù (Cinese: 真[Zhēn] 耶[Yē] 穌[sū] 教[Jiào] 會[Huì]) è una Chiesa cristiana non-confessionale (indipendente) fondata nel 1917 nella regione di Pechino in Cina. Ad oggi, la chiesa conta un numero di fedeli compreso tra 1,5 e i 2,5 milioni, sparsi in quarantacinque paesi e sei continenti. La chiesa si è sviluppata all'inizio del XX secolo dal movimento Pentecostale legato al Cristianesimo. La chiesa aderisce alla dottrina nel nome di Gesù (come la Chiesa unita pentecostale internazionale e l'Assemblea apostolica della fede in Cristo Gesù), è stata una delle tre chiese non ufficiali esistenti prima dell'avvento del comunismo in Cina nel 1949, ed osserva il riposo del Sabato biblico, lo Shabbat. La chiesa predica gli insegnamenti del vangelo a tutte le nazioni prima della seconda venuta di Gesù. Nel 1967, è stata istituita a Los Angeles l'Assemblea Internazionale della Vera Chiesa di Gesù.
Reinhard Bonnke (Königsberg, 19 aprile 1940) è un predicatore evangelico pentecostale tedesco e pastore di una chiesa pentecostale di Amburgo. Nel 1974, Bonnke fonda l'associazione missionaria Christ for all Nations (CfaN) con sede a Francoforte sul Meno. Da quando ha iniziato la sua attività missionaria in Africa, si calcola che abbiano partecipato alle sue conferenze più di 120 milioni di persone. Ogni conferenza è caratterizzata dalla preghiera per la guarigione dei malati per opera divina, a cui Bonnke crede fortemente.
T. B. Joshua è il fondatore della Synagogue, Church Of All Nations (SCOAN), un'organizzazione cristiana con sede a Lagos, in Nigeria. È un pastore e profeta cristiano evangelista, fondatore del canale televisivo nigeriano "Emmanuel TV" che è la più grande e diffusa Televisione satellitare cristiana in inglese dell'Africa, (con sede a Lagos, in Nigeria, e con il centro playout in Johannesburg, Sudafrica), che trasmette in tutta l'area dell'Africa così come in Europa, nel Nord America e America Centrale. Il motto del canale Emmanuel TV è "Cambiando vite, cambiando le nazioni, cambiando il mondo". T. B. Joshua ha donato molti televisori nelle carceri e negli ospedali in modo da render possibile anche a loro di guardare le trasmissioni televisive di Emmanuel TV. JBN-TV (Jesus Broadcasting Network , http://www.jbntv.org/) è un canale televisivo honduregno fondato dalla Manmin Central Church (https://web.archive.org/web/20141018201537/http://www.manminhonduras.org/ una chiesa evangelica fondata a Seul, Corea del Sud, nel 1982) nata nel 2000 nella città di Tegucigalpa ma che ha la propria sede nella città di San Pedro Sula, nel Dipartimento di Cortés. JBN-TV è un canale televisivo dedicato al cristianesimo in lingua spagnola. Attualmente, JBN-TV è anche il canale satellitare honduregno di maggior copertura nell'attualità internazionale. La Chiesa di Dio pentecostale indiana o Chiesa indiana pentecostale di Dio (IPC) è il più grande movimento indigeno pentecostale in India, con la sua sede a Hebron, Kumbanad, Kerala, India. Il movimento è stato fondato nel 1924 e registrato il 9 dicembre 1935 a Eluru, Andhra Pradesh, sotto il Governo Indiano. L'Hillsong Church è una Chiesa evangelica pentecostale, associata alle Chiese Cristiane Australiane e situata a Sydney e a Brisbane. Fondata nel 1983 col nome di Hills Christian Life Centre da Brian Houston e sua moglie Bobbie, si occupa, tramite la casa discografica Hillsong Music Australia, di produzioni musicali di musica cristiana contemporanea.

## Neopentecostalismo
Il Neopentecostalismo, Movimento Neopentecostale, Pentecostalismo Moderno o Terza onda del Pentecostalismo è un ramo dell'evangelicismo protestante che raccoglie le denominazioni derivati dal pentecostalismo classico oppure dalle chiese cristiane tradizionali (battisti, metodisti, ecc.). Apparso 60 anni dopo il movimento pentecostale dell'inizio del XX secolo sorse nel 1906 presso "Azusa Street", Los Angeles, negli Stati Uniti, come la prima ondata. 
In alcuni luoghi sono chiamati carismatici o neocarismatici, con l'eccezione del Brasile, dove questa definizione è riservata quasi esclusivamente per un movimento all'interno della Chiesa cattolica, denominato Rinnovamento carismatico cattolico.

### Dottrina del neopentecostalismo
Secondo il Dictionary of Pentecostal and Charismatic Movements (Dizionario dei movimenti pentecostali e carismatici), "Confessione Positiva è un titolo alternativo per la teologia della formula della fede, conosciuta anche come "Movimento della Fede" (Faith Movement, http://www.cesnur.org/religioni_italia/p/pentecostali_15.htm) o "dottrina della prosperità" promulgata da telepredicatori contemporanei sotto la guida e ispirazione di Essek William Kenyon (1867-1948), che studia presso l'Emerson College of Oratory di Boston, un centro di diffusione d'idee del New Thought da cui è in parte influenzato e, a sua volta ispirato, proprio da concetti ed idee presi a prestito dal New Thought.
Il termine "confessione positiva" può legittimamente essere interpretato in diversi modi. Il più significativo di tutti è che l'espressione "confessione positiva" si riferisce letteralmente a portare all'esistenza ciò che noi dichiariamo con la nostra bocca, una volta che la fede è una confessione.